# MPEG-21
El grupo MPEG se ha encargado de estandarizar diferentes formatos de compresión de imagen en movimiento, audio y vídeo. Los conjuntos de estándares MPEG-1, MPEG-2 y MPEG-4 están orientados a la correcta compresión de secuencias de vídeo, ofreciendo diferentes calidades cada uno de ellos. Posteriormente el grupo comenzó el desarrollo de MPEG-7 y MPEG-21.
Esta vez, los estándares no están orientados a la compresión de registros multimedia. El primero se encarga de etiquetar contenidos multimedia mediante metadatos que describen los registros, con alto nivel de detalle.
Con estos metadatos seremos capaces de realizar búsquedas complejas dentro de bases de datos en los que los registros se encuentren correctamente etiquetados con MPEG-7.
El estándar MPEG-21 presenta un marco de intercambio de contenido multimedia legítimo, respetando los derechos de autor y distribución, adecuado también a las capacidades de los usuarios en cada momento. Este estándar intenta solucionar muchos problemas existentes hoy en día con la distribución de los contenidos digitales, principalmente ilegales, con las redes de datos. La existencia de redes punto a punto ponen en peligro, según las empresas del sector, el desarrollo y la producción de contenidos.
Su propósito principal es el de establecer, de una manera clara, quiénes son los participantes de la transacción dentro de un mercado digital, en el que los bienes no son más que datos binarios.
La base fundamental en la que se sostiene MPEG-21 es la definición del término de objeto digital. Estos objetos serán los bienes con los que se comerciará dentro del mercado establecido en la red MPEG-21. Además se especifica diferente información como los derechos de propiedad intelectual y de utilización que tiene cada usuario sobre los objetos digitales disponibles.
El propósito de MPEG-21 es definir un marco abierto para el envío y consumo de materiales multimedia para que todos los usuarios que intervengan en la cadena de consumo puedan utilizar el servicio.